# Tom Bischof
Tom Bischof (ur. 28 czerwca 2005 w Aschaffenburgu) – niemiecki piłkarz, który gra na pozycji ofensywnego pomocnika w niemieckim klubie Bayern Monachium oraz w reprezentacji Niemiec U-19, której jest kapitanem. Uczestnik Mistrzostw Europy U-17 w piłce nożnej 2022.

## Kariera klubowa
Bischof zadebiutował w pierwszej drużynie TSG 1899 Hoffenheim 19 marca 2022 roku w meczu przeciwko Herthcie BSC.
Na podstawie:
| Klub                | Sezon              | Liga               | Liga  | Liga   | Puchar krajowy | Puchar krajowy | Kontynentalne | Kontynentalne | Suma  | Suma   |
| Klub                | Sezon              | Liga               | Mecze | Bramki | Mecze          | Bramki         | Mecze         | Bramki        | Mecze | Bramki |
| ------------------- | ------------------ | ------------------ | ----- | ------ | -------------- | -------------- | ------------- | ------------- | ----- | ------ |
| TSG 1899 Hoffenheim | 2021/22            | Bundesliga         | 1     | 0      | 2              | 0              | –             | –             | 3     | 0      |
| TSG 1899 Hoffenheim | 2022/23            | Bundesliga         | 11    | 0      | 3              | 0              | –             | –             | 14    | 0      |
| TSG 1899 Hoffenheim | 2023/24            | Bundesliga         | 9     | 0      | 1              | 0              | –             | –             | 9     | 0      |
| TSG 1899 Hoffenheim | Łącznie            | Łącznie            | 21    | 0      | 6              | 0              | 2             | 0             | 26    | 0      |
| Łącznie w karierze  | Łącznie w karierze | Łącznie w karierze | 21    | 0      | 6              | 0              | 2             | 0             | 26    | 0      |

## Kariera reprezentacyjna
Bischof występował w reprezentacji Niemiec do lat 16 i 17. Debiut w reprezentacji Niemiec U-19 zaliczył we wrześniu 2023 roku.

## Sukcesy

### Bayern Monachium
- Superpuchar Niemiec: 2025[6]

## Prywatny
W sierpniu 2025 roku upublicznił swój związek z najmłodszą córką Mehmeta Scholla, Josefine Scholl.